# تاكوجي إيشيكاوا
تاكوجي إيشيكاوا (باليابانية: 市川拓司) (7 أكتوبر 1962، طوكيو في اليابان)؛ روائي ياباني.

## روابط خارجية
- تاكوجي إيشيكاوا على موقع IMDb (الإنجليزية)
- تاكوجي إيشيكاوا على موقع قاعدة بيانات الفيلم (الإنجليزية)